# Orchard Boulevard (métro de Singapour)
Orchard Boulevard est une station de métro à Singapour. Située sur la Thomson–East Coast line du métro de Singapour entre Napier et Orchard, elle est ouverte depuis le 13 novembre 2022.